# Burton Island Glacier
Burton Island Glacier är en glaciär i Antarktis. Den ligger i Östantarktis. Australien gör anspråk på området. Burton Island Glacier ligger 301 meter över havet.
Terrängen runt Burton Island Glacier är kuperad åt nordost, men åt sydväst är den platt. Terrängen runt Burton Island Glacier sluttar norrut. Trakten är obefolkad. Det finns inga samhällen i närheten.